# حمام جلودار
حمام جلودار مربوط به دوره قاجار است و در شوشتر، خیابان شریعتی غربی، محله شاه زید واقع شده و این اثر در تاریخ ۵ تیر ۱۳۸۴ با شمارهٔ ثبت ۱۱۹۶۰ به‌عنوان یکی از آثار ملی ایران به ثبت رسیده است.